# Marián Labuda
Marián Labuda (Hontnémeti, 1944. október 28. – Pozsony, 2018. január 5.) szlovák színész.

## Élete és pályafutása

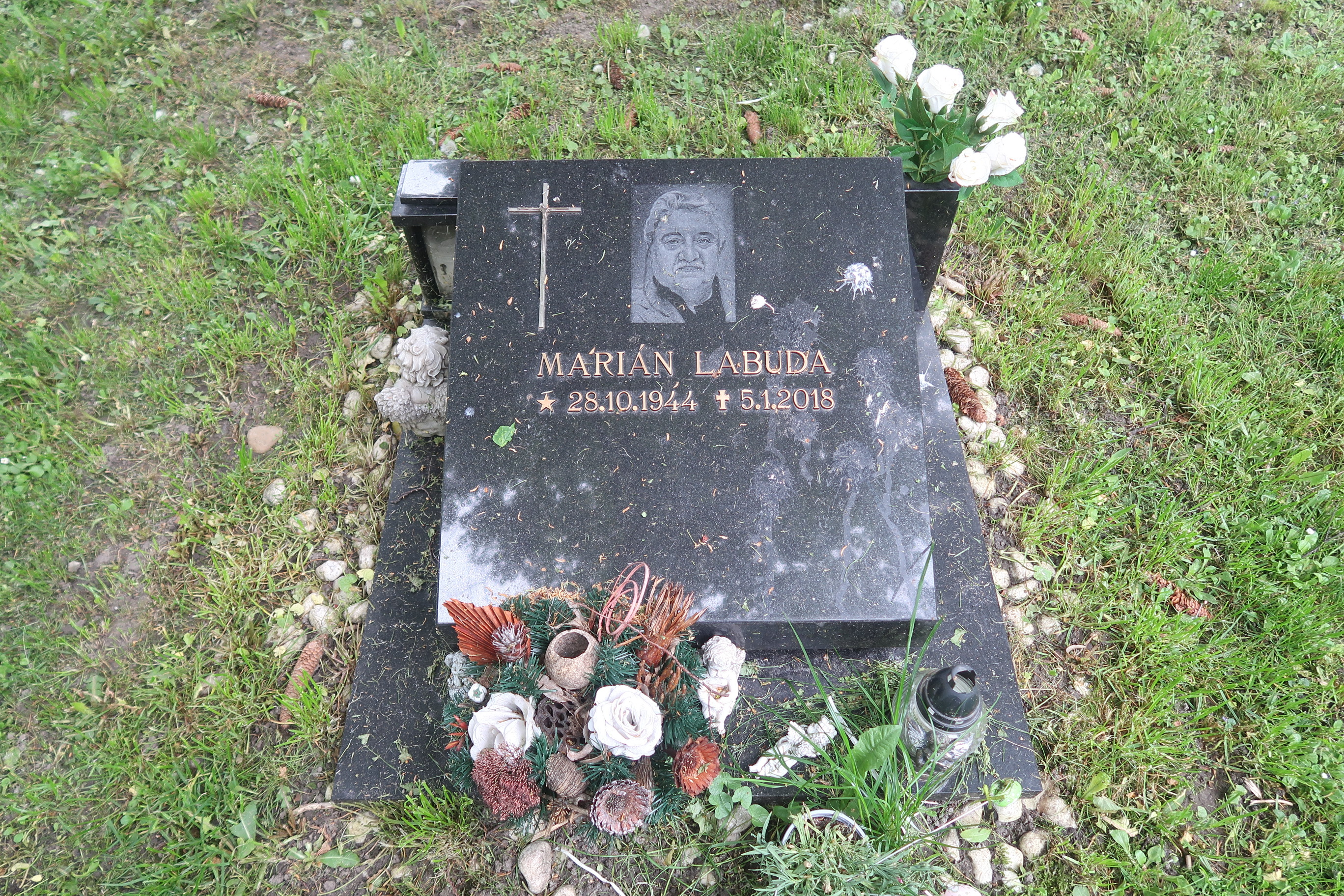
Sírhelye Pozsonyban

Testvére Jozef Labuda régész, a selmecbányai bányamúzeum igazgatója. Fia ifj. Marián Labuda (1974) szintén színész.
1965-ben végzett a Pozsonyi Színművészeti Főiskolán, majd a Szlovák Nemzeti Színház tagja lett.
Számos csehszlovák és szlovák filmben szerepelt, illetve a híres 1968-as szilveszteri műsorban is énekelt.

## Elismerései
- 2005 Pribina-kereszt II. osztály

## Filmjei
| Év   | Cím                                                  | Eredeti cím                                           | Szerep                | Magyar hangja   |
| ---- | ---------------------------------------------------- | ----------------------------------------------------- | --------------------- | --------------- |
| 1965 |                                                      | Kým sa skončí táto noc                                | Miloš                 |                 |
| 1965 |                                                      | Neprebudený                                           | Ondráš Machuľa        |                 |
| 1967 | Szerződés az ördöggel                                | Zmluva s diablom                                      | Miloš                 |                 |
| 1970 |                                                      | Pán si neželal nič                                    | szakács               |                 |
| 1970 |                                                      | Zločin slečny Bacilpýšky                              | Brco, a tengerész     |                 |
| 1971 |                                                      | Hodina modrych slonu                                  | fenyőfaárus           |                 |
| 1975 |                                                      | Pacho, hybský zbojník                                 | Gróf Erdődy           |                 |
| 1975 |                                                      | Sebechlebskí hudci                                    | eunuch                |                 |
| 1977 | Rózsaszínű álmok                                     | Ružové sny                                            | üzletvezető           |                 |
| 1978 |                                                      | Nie                                                   | Vajcik                |                 |
| 1979 |                                                      | Taví zadok                                            | Martin Macy           |                 |
| 1980 |                                                      | Demokrati                                             | Miksika               |                 |
| 1981 | Bulldogok és cseresznyék                             | Buldoci a třešně                                      | Don Carmello          |                 |
| 1983 | A borotvás gyilkos                                   | Radikálni řez                                         | Tancoš                |                 |
| 1984 | Labakán, a csalafinta szabólegény                    | Falošný princ                                         | első vezír            |                 |
| 1984 | Rigócsőr királyfi                                    | Kráľ Drozdia brada                                    | Ottó király, börtönőr |                 |
| 1984 |                                                      | O sláve a tráve                                       | mészáros              |                 |
| 1984 |                                                      | Prodavač humoru                                       | zenész                |                 |
| 1984 | Édes gondok                                          | Sladké starosti                                       | Mikloš                |                 |
| 1985 | Az én kis falum                                      | Vesničko má středisková                               | Karel Pávek           | Szombathy Gyula |
| 1988 | Újra finom kis bordély                               | Anděl svádí ďábla                                     | Duranský földesúr     |                 |
| 1988 | A galamb visszatére őhozzá                           | Dobří holubi se vracejí                               | Dorenda               |                 |
| 1989 | Vége a régi időknek                                  | Konec starých časů                                    | Josef Stoklasa        | Harkányi Endre  |
| 1989 | Igen, kedves barátaim                                | Vážení přátelé, ano                                   | Ládiček               |                 |
| 1990 |                                                      | Nemocný bílý slon                                     | Kocanda               |                 |
| 1990 |                                                      | Vandronik                                             | Dicker Dieb           |                 |
| 1990 |                                                      | Dávajte si pozor!                                     | Jozef Heriban         |                 |
| 1991 | Találkozás Vénusszal                                 | Meeting Venus                                         | von Schneider         |                 |
| 1991 |                                                      | Tajomstvo alchymistu Storitza                         | Stepark               |                 |
| 1991 | Koldusopera                                          | Žebrácká opera                                        | William Peachum       |                 |
| 1991 |                                                      | Mein Bruder, der Clown                                | igazgató              |                 |
| 1992 |                                                      | Uctivá poklona, pane Kohn                             | rabbi                 |                 |
| 1992 |                                                      | Smacznego, telewizorku                                | Knedlík               |                 |
| 1993 |                                                      | Kanárská spojka                                       | maffiozó              |                 |
| 1993 | Férfi minden hangnemben                              | Ein Mann für jede Tonart                              | portás                |                 |
| 1994 | Iván Csonkin közkatona élete és különleges kalandjai | Život a neobyčejná dobrodružství vojáka Ivana Čonkina | Opalikov              | Szabó Ottó      |
| 1994 |                                                      | Akumulátor I                                          | Zima tanár úr         |                 |
| 1994 |                                                      | Andělské oči                                          | Rezník                |                 |
| 1994 |                                                      | Na krásnom modrom Dunaji                              | Výťahár               |                 |
| 1994 |                                                      | Vekslák aneb Staré zlaté časy                         | Lájoš                 |                 |
| 1995 | A kertben                                            | Záhrada                                               | Jakub apja            |                 |
| 1995 | Rudi, malac a családban                              | Rennschwein Rudi Rüssel                               | kapuőr 2              |                 |
| 1996 | Übü király                                           | Kral Ubu                                              | Übü papa              |                 |
| 1997 |                                                      | Lotrando a Zubejda                                    | szultán               |                 |
| 1997 |                                                      | Orbis Pictus                                          | Emil                  |                 |
| 1997 |                                                      | Pták Ohnivák                                          | Púp                   |                 |
| 1999 |                                                      | Fontána pre Zuzanu 3                                  | Baba Leo              |                 |
| 1999 | Szeretteink                                          | Všichni moji blízcí                                   | Helmut Spitzer        |                 |
| 2000 | Jadviga párnája                                      | –                                                     | Barovszky, a pap      |                 |
| 2000 | Tájkép                                               | Krajinka                                              | Kusalík               |                 |
| 2006 | Őfelsége pincére voltam                              | Obsluhoval jsem anglického krále                      | Walden                | Haumann Péter   |
| 2007 |                                                      | Roming                                                | Roman                 |                 |
| 2009 | Janosik: Egy igaz történet                           | Janosik. Prawdziwa historia                           | Kristof Ugronovic     |                 |
| 2016 |                                                      | Anděl Páně 2                                          | pék                   |                 |